# Gracie Dzienny
Grace Dzienny (Toledo, 26 de agosto de 1995) é uma atriz americana que ficou conhecida em 2011 ao dar vida a personagem Amanda McKay, na série Supah Ninjas da Nickelondeon. Em 2022, ganhou maior destaque ao interpretar a vampira Elinor na série First Kill, da Netflix.

## Biografia
Dzienny nasceu em Toledo, Ohio. Filha caçula de três irmãos, começou com cinco anos sua carreira artística, depois de ganhar um concurso. Seu sucesso como modelo a levou para Nova York onde começou a tomar gosto pela televisão atuando em comerciais. Depois de conseguir um papel no piloto de Supah Ninjas, Dzienny e sua mãe se mudaram para Los Angeles em novembro de 2010.
Além de atuar, quando pré-adolescente estudou sapateado, jazz, ballet e hip hop. Ela já ganhou diversos prêmios e bolsas de estudo de dança regional e nacional.

## Carreira
Durante seu primeiro ano no ensino médio, Dzienny fez o teste para o papel de Amanda em Supah Ninjas, um processo que envolveu aproximadamente meia dúzia de testes subsequentes. Sua co-estrela de Supah Ninjas, George Takei, afirmou em uma entrevista que Dzienny era uma "fã de teatro musical".
Em 2014, Dzienny entrou para o elenco da série dramática da ABC Family, Chasing Life, interpretando Greer Danville, o interesse amoroso da irmã mais nova do personagem principal, Brenna (Haley Ramm). Em dezembro de 2016, ela foi promovida a um papel de protagonista na terceira temporada da série dramática da CBS, Zoo.
Em meados de 2017, ela se juntou ao elenco do filme Bumblebee. Em 2021, Dzienny desempenhou o papel coadjuvante de Ruby Red na série de super-heróis da Netflix, O Legado de Júpiter. Já em junho de 2022, ela deu vida a vampira Elinor Fairmont na série dramática de vampiros da Netflix, First Kill. Alguns meses depois, ela entrou para o elenco da segunda temporada de The Sex Lives of College Girls.

## Filmografia

### Televisão
| Ano       | Título                           | Personagem       | Notas                               |
| --------- | -------------------------------- | ---------------- | ----------------------------------- |
| 2011–2013 | Supah Ninjas                     | Amanda McKay     | Elenco principal; 40 episódios      |
| 2012      | Fred: The Show                   | Holly            | 4 episódios                         |
| 2012      | Up All Night                     | Kylie            | 1 episódio                          |
| 2013      | See Dad Run                      | Chelsea          | 1 episódio                          |
| 2014      | Side Effects: uma Viagem Musical | Rachel           | 2 episódios                         |
| 2014–2015 | Chasing Life                     | Greer Danville   | Recorrente                          |
| 2015      | State of Affairs                 | Stacy Dover      | 2 episódios                         |
| 2016–2017 | Zoo                              | Clementine Lewis | 15 episódios (2ª e 3ª temp.)        |
| 2019      | Ramy                             | Melanie          | Episódio: A Black Spot on the Heart |
| 2021      | All American                     | Amber            | Episódio: How Come                  |
| 2021      | O Legado de Júpiter              | Ruby Red         | 4 episódios                         |
| 2022      | First Kill                       | Elinor Fairmont  | Elenco principal; 8 episódios       |
| 2022      | The Sex Lives of College Girls   | Tatum            | 4 episódios (2ª temp.)              |

### Cinema
| Ano  | Título     | Personagem   | Notas          |
| ---- | ---------- | ------------ | -------------- |
| 2018 | Bumblebee  | Tina         | Recorrente     |
| 2021 | Dear Diary | Adult Jazmyn | Curta-metragem |